# MindManager Viewer
MindManager Viewer（マインドマネージャー ビューアー）とは、Mindjet社が開発・無償配布しているソフトウェア。同社が開発したMindManagerで作成したマインドマップを、見ることができる。Windows版とmacOS版がある。

## 機能
- 画像の拡大と縮小
- キーワード検索
- 分岐している部分の展開と折りたたみ
- リンクの移動